# Агуи (храм)
Агуи (яп. 安居院) — городской храм и школа буддийских проповедников XII—XV веков в средневековой Японии.
Агуи был храмом-школой горного монастыря Энряку-дзи в северной части Киото, в районе Камигё. Его основателями были сын Фудзивари-но Митори монах Тёкэн и его сын Сёкаку. Тёкэн славился своими ораторскими способностями, а в столице его называли «великим проповедником четырёх морей, самым известным в Поднебесной». Сёкаку также имел дар красноречия и укрепил фундамент Агуи как лучшей школы проповедников в Японии.
Дети Сёкаку, Рюсё (яп. 隆承) и Кэнсей (яп. 隆承), разделили школу на две ветви, продолжая преподавать искусство проповедования и обучая жителей Киото Закону Будды. Главную ветвь дома проповедников Агуи унаследовали потомки Рюсё — Норидзане, Норимото, Норимори и Тиканори. Младший брат Норимото, Тёсюн (яп. 澄俊), управлял хозяйством патриарха школы Тэндай Сонунхо (в миру императорского принца Моринаги), а его самый младший брат Какусю (яп. 覚守) заложил основы новой школы проповедников.
В XIV веке, в период Намбокутё, в Агуи был составлен «Сборник синто», который был написан на основе синкретичной идеи о «первичности будд и производности богов» (яп. 本地垂迹), согласно которой будды и бодхисаттвы приходят в этот мир во временном подобии богов, чтобы спасать людей.
Во время войны годов Онин (1467—1476) храм Агуи сгорел. Его не смогли восстановить, поэтому школа проповедников постепенно пришла в упадок.